# Francesco Dimitri
Francesco Dimitri (Manduria, 23 maggio 1981) è uno scrittore italiano, autore di romanzi fantasy e saggi.

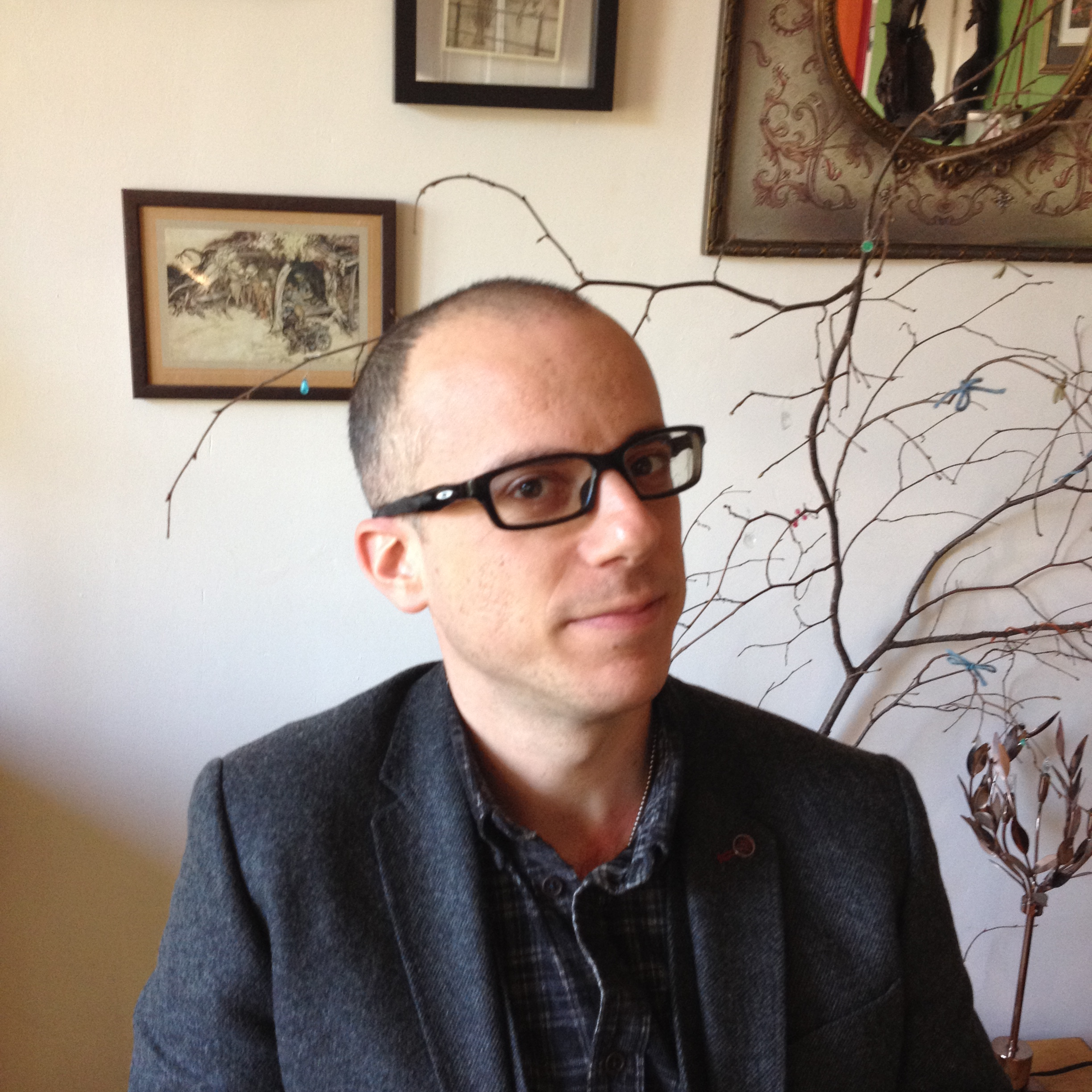

I suoi romanzi sono urban fantasy, talvolta con contaminazioni new weird, steampunk o horror. Collabora anche con xL.
Si occupa di magia, ufologia, antropologia e cultura pop. Dopo aver vissuto nella nativa Manduria e a Roma, si è trasferito in pianta stabile a Londra.
Fra gli scrittori fantasy italiani, è stato tra i primi ad ambientare le sue storie in una città italiana (nella fattispecie Roma). Alan D. Altieri lo ha definito “una tra le voci più significative dell'ultima generazione della saggistica e del fantastico”.

## Opere

### Saggi
- Dies Iraq - Dal regime di emergenza al dopo Saddam Hussein (coautore), Castelvecchi, 2003
- Comunismo magico - Leggende, miti e visioni ultraterrene del socialismo reale, Castelvecchi, 2004
- Guida alle case più stregate del mondo - Tutti i luoghi in cui (non) vorreste passare la notte, Castelvecchi, 2004
- Neopaganesimo - Perché gli dèi sono tornati, Castelvecchi, 2005
- Manuale del cattivo - Cattivi si nasce, bastardi si diventa, Castelvecchi, 2006

### Romanzi
- La ragazza dei miei sogni, Gargoyle, 2007
- Pan, Marsilio, 2008
- Alice nel paese della vaporità, Salani, 2010
- L'età sottile, Salani, 2013
- Il libro delle cose nascoste, Longanesi, 2021 (The Book of Hidden Things, Titan Books, 2018)
- Il bacio della buonanotte, Giunti, 2022

### Racconti
- Le storie che nascono in questa città in Sanctuary, Asengard, 2009
- La piccola tigre, su Robot, luglio 2010

### Altro
- Alice in Steamland, gioco di ruolo di Alice nel paese della vaporità, con Luca Volpino, Wild Boar Edizioni, 2010
- Introduzione a Luca Tarenzi, Il sentiero di legno e sangue, Asengard, 2010